# Centrale Enel Federico II
La Centrale Termoelettrica Enel "Federico II" è una centrale a carbone con una capacità totale di 2640 MW installati ma ad oggi utilizzabili 1980 MW, cambiamento dovuto al fatto che uno dei quattro gruppi è stato fermato per permettere la conversione a gas. Si trova presso la località Cerano, nel territorio di Brindisi. Con una estensione di circa 270 ettari, è la seconda più grande centrale termoelettrica d'Italia ed una delle più grandi d'Europa.

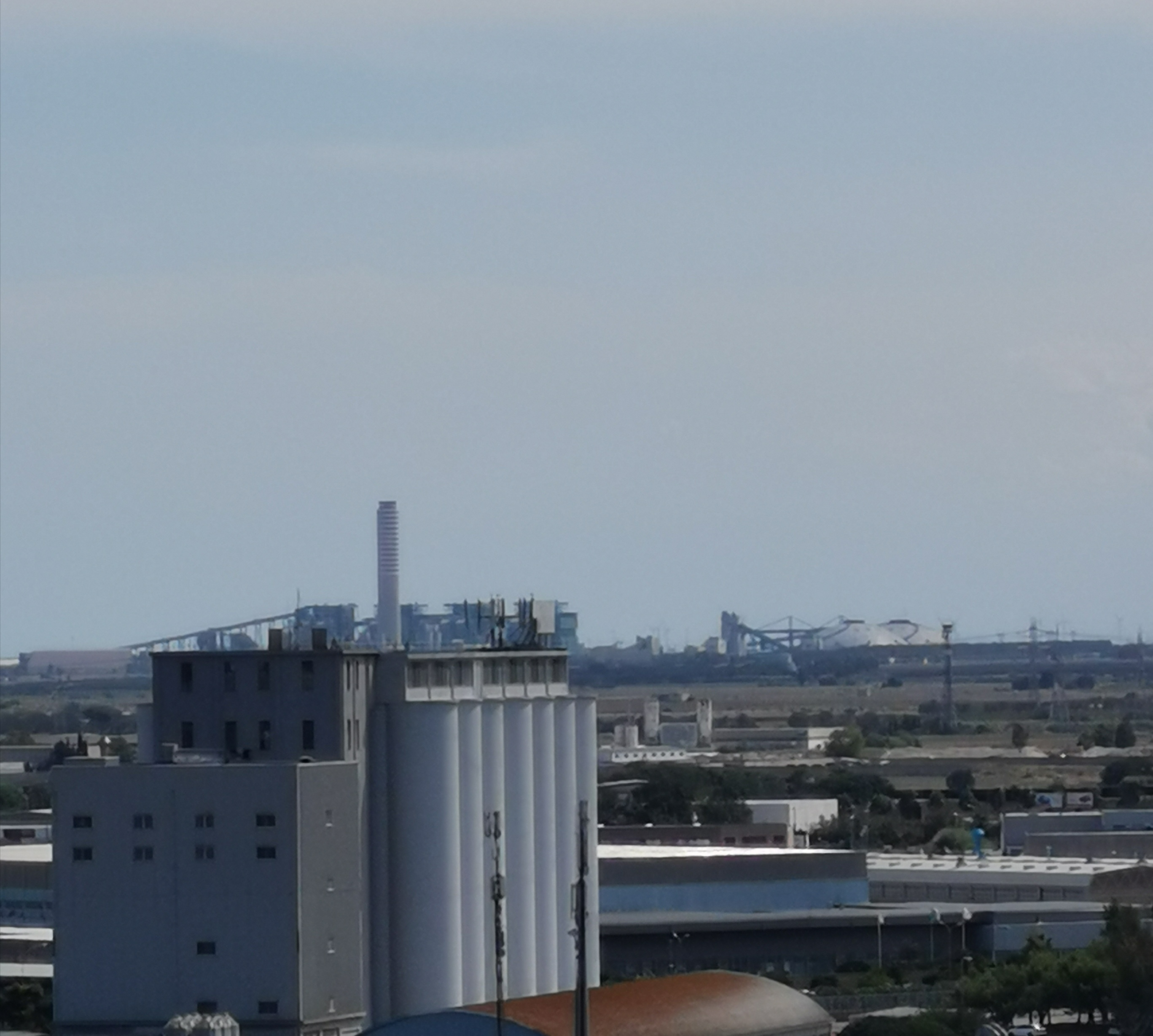
Centrale Federico II vista, più in fondo, dalla sommità del Monumento al Marinaio d'Italia

In un rapporto del 2007, redatto del WWF, l'impianto è stato classificato al venticinquesimo posto tra le trenta centrali in Europa in termini di emissioni di CO2.
Un altro rapporto del 2011, dell'Agenzia europea dell'ambiente ("Revealing the costs of air pollution from industrial facilities in Europe", 2011), la classifica al diciottesimo posto in Europa (e al primo in Italia) in termini di costi causati dalle emissioni inquinanti, con un valore stimato superiore ai 500 milioni di euro all'anno.

## Composizione

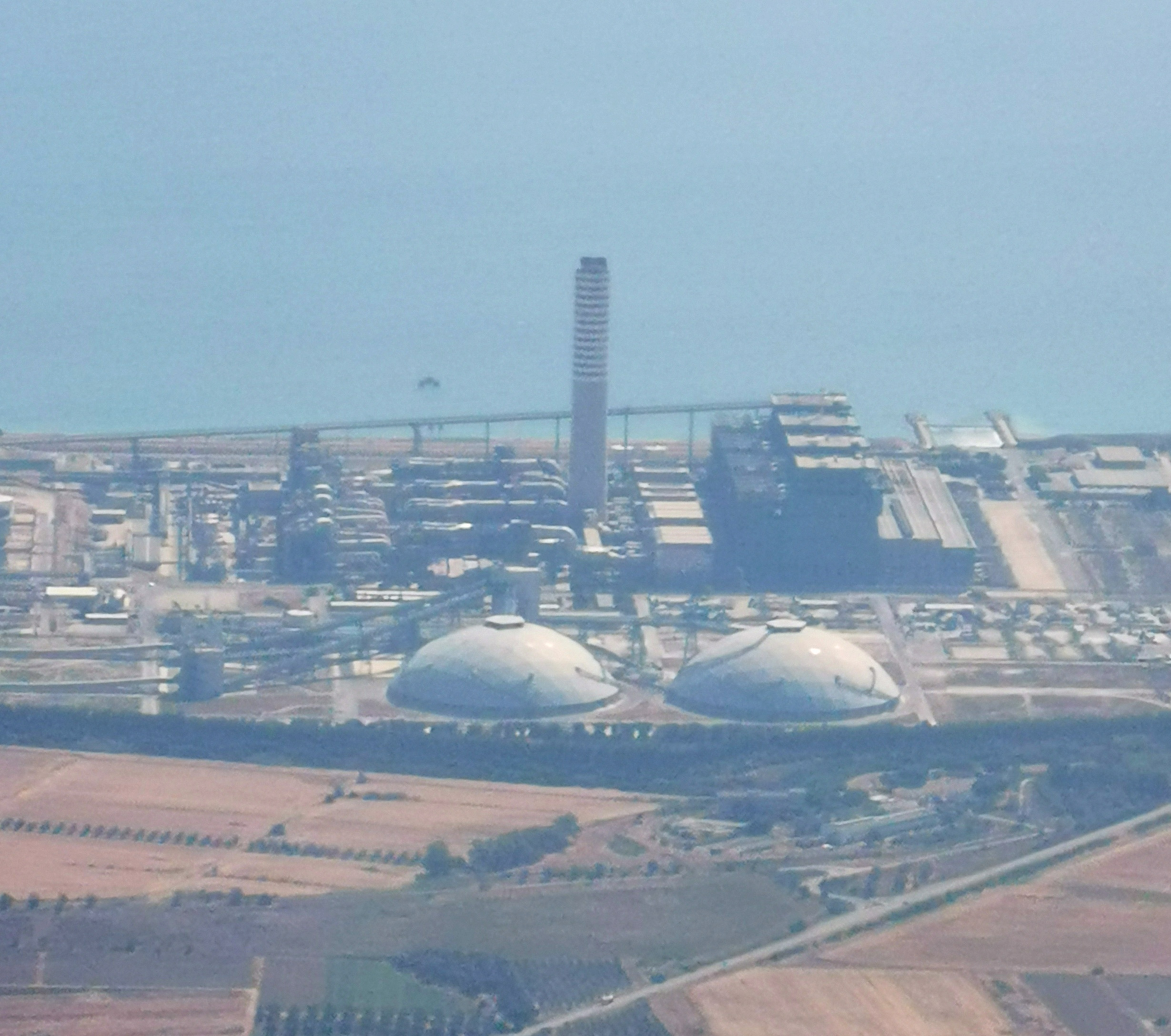
Centrale vista dall'alto

La centrale è costituita da quattro sezioni con ciclo a vapore, con una capacità di 660 MW cadauna, entrate in funzione tra il 1991 e il 1993, e di una ciminiera alta 200 metri e 28 metri di diametro composta da 4 camini. 
il trasporto del combustibile carbone avviene tramite "l'asse attrezzato policombustibile" un complesso lungo 13 km che alloggia i nastri per il trasporto del carbone e l'oleodotto interrato. esso parte dalla banchina del Molo di Costa Morena, su cui avviene lo scarico delle navi petroliere e carboniere e si sviluppa lungo una trincea.
La centrale dopo la dismissione del parco carbone a cielo aperto, che consentiva lo stoccaggio di 750.000 tonnellate di carbone, dispone di 2 carbonili a copertura totale di tipo dome dal 2015.
Ogni carbonile misura 145 metri di diametro e 50 metri in altezza ed è in grado di stoccare circa 180.000 tonnellate di carbone e sono collegati tramite nastro trasportatore all'asse attrezzato policombustibile. Per un totale di carbone stoccabile di circa 360.000 tonnellate
La centrale è collegata alla rete elettrica nazionale tramite linee ad alta tensione a 380kv.
Per quanto concerne il contenimento delle emissioni inquinanti la centrale dispone di una gamma di impianti di ambientalizzazione, tra cui:
- un sistema di bruciatori per la diminuzione degli NOx che si trovano già in fase di combustione;
- denitrificatori;
- desolforatori;
- Precipitatori elettrostatici per l'abbattimento delle polveri.

## Riconversione e Futuro
Nel gennaio 2021 è iniziata la dismissione delle quattro unità produttive a carbone e la riconversione dell'impianto in una centrale a gas di potenza complessiva pari a 1680 MW[1]. Interrotta nei primi mesi del 2024. E viene comunicato che in linea con gli obiettivi di decarbonizazione nazionale, la centrale federico verra spenta il 31 dicembre 2025. Di fatti il gruppo enel ha annunciato di voler abbandonare il carbone entro il 31 dicembre 2027

## Curiosità

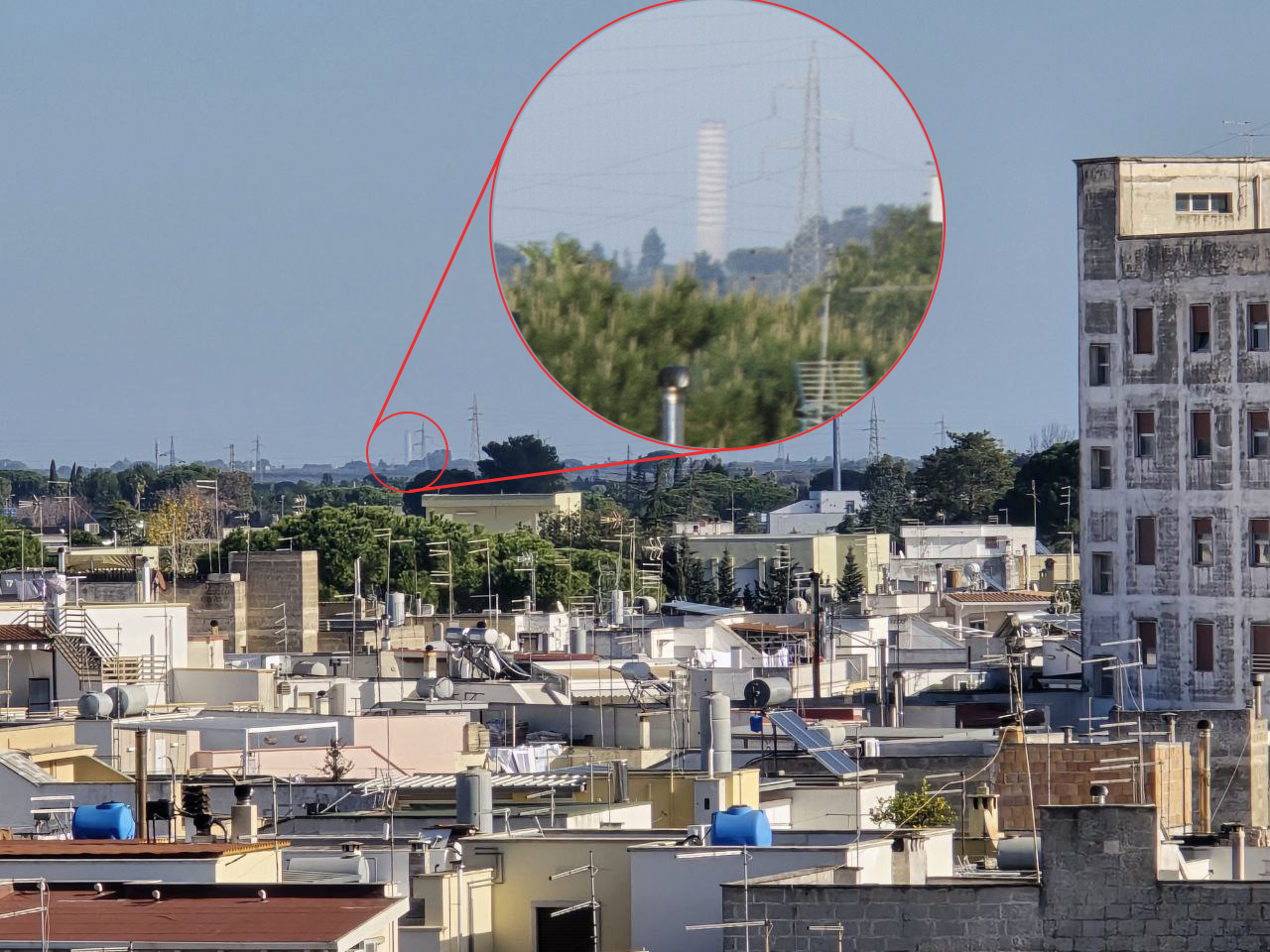
La ciminiera vista da Francavilla Fontana a di distanza

La centrale, considerata la sua enorme estensione in altezza e larghezza, è visibile per circa 25 km di costa a sud di essa, fino alla marina leccese di Frigole, e perfino da Lecce è visibile dai piani più alti dei palazzi della zona nord.